# أرشيبالد ك. هارت
أرشيبالد ك. هارت (بالإنجليزية: Archibald C. Hart) هو محامي وسياسي أمريكي، ولد في 27 فبراير 1873 في كندا، وتوفي في 24 يوليو 1935 في الولايات المتحدة. حزبياً، نشط في الحزب الديمقراطي. وقد انتخب عضو مجلس النواب الأمريكي.